# Tokunaga Yudai
Tokunaga Yudai (徳永 裕大 Tokunaga Yudai, sinh ngày 16 tháng 4 năm 1994) là một cầu thủ bóng đá người Nhật Bản. Anh thi đấu cho SC Sagamihara.

## Sự nghiệp
Tokunaga Yudai gia nhập câu lạc bộ J3 League SC Sagamihara năm 2017.